# 陳禹勳
陳禹勳（1989年5月20日—），為台灣棒球選手，於2013年季末選秀會為Lamigo桃猿以第一輪第二順位選進，以簽約金450萬加盟。目前效力於中華職棒味全龍。曾效力於中華職棒樂天桃猿，守備位置為投手，是青棒過度使用而動韌帶移植手術的著名例子之一。目前為中華職棒單季救援成功次數最多之紀錄保持人。
2016年7月起成為球隊守護神，且於隔年球季打破一連串救援成功紀錄，更因此獲得2018、2019年各為48、55萬月薪的複數年合約。原背號為20，後改為0，於2023年球季改回20號。

## 經歷
- 新北市新莊區民安國民小學少棒隊
- 新北市立新泰國民中學青少棒隊
- 臺北市私立強恕高級中學青棒隊
- 台北體院棒球隊
- 新北市成棒隊（2011年）
- 國訓棒球隊（2012年）
- 合作金庫棒球隊（2013年1月－2014年1月）
- 中華職棒Lamigo桃猿（2014年1月9日－2019年12月16日）
- 中華職棒樂天桃猿（2019年12月17日－2023年）
- 中華職棒味全龍（2024年－）

## 特殊事蹟
- 新人年（2014）上半季就以35場的出賽數創下新人半季登板紀錄。
- 2015年9月3日面對義大犀牛的比賽與黃浩然就守備部分在臉書發生意見爭執[2]。由於之前連續掉分，加上這次事件，陳禹勳隨後被下放二軍調整至季末[3]。
- 2015年世界棒球12強賽連五場出賽，共投5.2局，繳出5次三振無失分。
- 2016年9月4日面對中信兄弟的比賽於九局上領先兩分時登場救援，最後失一分驚險救援成功，為中華職棒第一位單季中繼成功與救援成功皆達到10次的選手。
- 2016年10月5日於臺中洲際棒球場面對義大犀牛的比賽，十局下一出局一壘有人面對李宗賢時，疑似因不滿裁判的好壞球判決，上演「石化」投球戲碼被裁判警告，然最終化解危機，下個半局球隊亦取得超前分，最終也贏得比賽[4]。
- 2018年6月的事情詳見Lamigo桃猿歷年爭議現象與事件
- 2018年10月7日於桃園國際棒球場面對富邦悍將隊達成第30次救援成功，成為史上第一位連兩年30次救援成功的選手[5]。
- 2020年8月1號對統一獅投出救援成功後在臉書發出放大獅隊二壘跑者陳傑憲的影片，暗指其偷暗號，陳傑憲表示只是想擾亂對手。
- 2020年9月19日於台中洲際棒球場在滿壘的情況下，三振掉代打的蘇緯達，比出我聽不見的手勢，引人熱議。[6]
- 2022年7月10日於桃園國際棒球場達成百救援百中繼紀錄，為中華職棒第一人

### 2017年救援成功紀錄
- 2017年6月29日於臺中洲際棒球場面對中信兄弟的比賽，十局下接替鄭承浩上場投球，達成該上半季第20次救援成功（聯盟首位上半季20次救援成功、本土投手首位半季20次救援成功）。
- 2017年7月2日於斗六棒球場面對富邦悍將的比賽，九局下接替鄭承浩上場投球，達成上半季第21次救援成功，追平2011年前兄弟象洋投庫倫所創下的半季最多救援成功紀錄。
- 2017年7月5日於臺中洲際棒球場九局下登板面對中信兄弟，順利拿下第22次救援成功，打破前兄弟象洋投庫倫2010年寫下的半季最多救援紀錄，最終桃猿5:2拿下勝利[7]。
- 2017年9月28日於桃園球場面對中信兄弟的比賽，九局上登板投球，達成本季第35次救援成功，追平2014年前隊友米吉亞（Miguel Mejia）所創下的單季最多救援成功紀錄。
- 2017年10月8日於桃園球場面對中信兄弟的比賽，九局上登板投球，達成本季第36次救援成功，正式打破中華職棒單季最多救援成功的紀錄[8]。

## 演出作品

### 電影
| 年份   | 片名             | 角色   |
| ------ | ---------------- | ------ |
| 2019年 | 《陪你很久很久》 | 陳禹勳 |

## 職棒生涯成績

### 中華職棒
- (粗黑體字為該年度最佳或最高成績)

| 年度 | 球隊       | 出賽 | 先發 | 勝投 | 敗投 | 中繼 | 救援 | 完投 | 完封 | 三振 | 四死 | 責失 | 投球局數 | 自責分率 | 被上壘率 |
| ---- | ---------- | ---- | ---- | ---- | ---- | ---- | ---- | ---- | ---- | ---- | ---- | ---- | -------- | -------- | -------- |
| 2014 | Lamigo桃猿 | 65   | 0    | 8    | 9    | 30   | 1    | 0    | 0    | 59   | 33   | 28   | 69.0     | 3.65     | 1.45     |
| 2015 | Lamigo桃猿 | 45   | 0    | 2    | 7    | 9    | 4    | 0    | 0    | 34   | 21   | 22   | 40.1     | 4.91     | 1.69     |
| 2016 | Lamigo桃猿 | 65   | 0    | 4    | 4    | 17   | 11   | 0    | 0    | 69   | 35   | 25   | 66.0     | 3.41     | 1.45     |
| 2017 | Lamigo桃猿 | 59   | 0    | 2    | 4    | 3    | 37   | 0    | 0    | 70   | 36   | 18   | 61.2     | 2.63     | 1.22     |
| 2018 | Lamigo桃猿 | 51   | 0    | 3    | 6    | 3    | 30   | 0    | 0    | 56   | 24   | 18   | 51.1     | 3.16     | 1.58     |
| 2019 | Lamigo桃猿 | 43   | 0    | 0    | 1    | 7    | 9    | 0    | 0    | 45   | 20   | 21   | 42.1     | 4.46     | 1.27     |
| 2020 | 樂天桃猿   | 62   | 0    | 6    | 5    | 11   | 12   | 0    | 0    | 61   | 35   | 33   | 55.1     | 5.37     | 1.63     |
| 2021 | 樂天桃猿   | 55   | 0    | 1    | 3    | 10   | 14   | 0    | 0    | 51   | 28   | 16   | 58.1     | 2.47     | 1.17     |
| 2022 | 樂天桃猿   | 46   | 0    | 3    | 2    | 26   | 1    | 0    | 0    | 42   | 19   | 9    | 45.2     | 1.77     | 1.25     |
| 2023 | 樂天桃猿   | 37   | 0    | 1    | 3    | 9    | 2    | 0    | 0    | 25   | 21   | 14   | 32.1     | 3.90     | 1.73     |
| 2024 | 味全龍     | 41   | 0    | 3    | 2    | 9    | 2    | 0    | 0    | 37   | 18   | 22   | 38.1     | 5.17     | 1.10     |
| 合計 | 11年       | 569  | 0    | 33   | 46   | 134  | 123  | 0    | 0    | 549  | 290  | 226  | 560.2    | 3.63     | 1.40     |

## 外部連結
- 陳禹勳在台灣棒球維基館上的頁面（繁體中文）
- 陳禹勳在中華職棒官網
- 陳禹勳在Baseball-Reference.com（小聯盟以及海外聯盟）（英语）
- 陳禹勳的Facebook專頁

| 獎項            | 獎項                       | 獎項          |
| --------------- | -------------------------- | ------------- |
| 前任： 真田裕貴 | 中華職棒中繼王 2014年      | 繼任： 官大元 |
| 前任： 陳鴻文   | 中華職棒救援王 2017-2018年 | 繼任： 陳韻文 |